# Geowanny Velasco
Geowanny Jaair Velasco Cabrera (24 de junio de 1993, México, DF) es un futbolista mexicano. Juega como lateral izquierdo, aunque también puede desarrollarse como volante por izquierda o centro delantero, su último club fue el Envigado Futbol Club, equipo de la  Categoría Primera A.

## Trayectoria deportiva
Dio sus primeros pasos jugando en la escuela de fútbol del Club América , participando en diferentes torneos infantiles con la categoría 93 en "Pato Baeza", "Copa Monterrey", "Copa Acapulco", continuando hasta los 14 años a la cuarta división de Club de Fútbol Atlante, entrenando con la CATEGORÍA sub-17, dirigida por el exjugador Eduardo Cisneros y convocado por el profesor Marco A. López para entrenar con sub-15, sede CECAP.
Pasando después a formarse a la 3.ª división de Cruz Azul, participando en la liga de 3.ª División Amateur, en torneos como Copa Matehuala, Copa Bimbo y seleccionado para viajar y representar al mismo en el torneo de divisiones menores con el " Club Internacional de la Amistad", Palencia, España. Seguido de conseguir un lugar en la Academia "CIA" (Club Internacional de la Amistad) y probando en diferentes clubes de la Liga Regional Preferente Española hasta conseguir pruebas en el Club Deportivo Becerril, donde se llegó a un acuerdo para comenzar a entrenar y posteriormente jugar en la 3.ª division española. Tras el tiempo se consolidó en el mismo, buscando así jugar en la liga Preferente con el Club Deportivo Palencia Balompié y posteriormente 3.ª división con el Cristo Atlético, en el cual no se llegó a ningún acuerdo. Entrenando con la Segunda División mexicana en el equipo Zacatepec dirigidos por el exjugador Mario Hernández Calderón
Viajando posteriormente a Colombia para entrenar en la liga de ascenso con el América de Cali dirigidos por el profesor Jhon Jairo López,a orden del doctor Luis Valero, jugando así dos partidos, debutando contra Selección Valle para luego viajar a México a llamado de uno de los empresarios con el Club Querétaro Fútbol Club  y probar suerte en la Primera División Mexicana.

## Clubes
| Club                             | País     | Año       |
| -------------------------------- | -------- | --------- |
| Club de Fútbol Atlante           | México   | 2008-2009 |
| Cruz Azul                        | México   | 2010-2012 |
| Club Deportivo Becerril          | España   | 2012      |
| Club Deportivo Palencia Balompié | España   | 2012      |
| América de Cali                  | Colombia | 2013      |
| Envigado Futbol Club             | Colombia | 2015      |

## Campeonatos
| Título                     | Club                    | País     | Año  |
| -------------------------- | ----------------------- | -------- | ---- |
| Cuarta División            | Club de Fútbol Atlante  | México   | 2009 |
| Tercera División de México | Cruz Azul               | México   | 2011 |
| Tercera División de España | Club Deportivo Becerril | España   | 2012 |
| Categoría Primera B        | América de Cali         | Colombia | 2013 |
| Categoría Primera A        | Envigado Fútbol Club    | Colombia | 2015 |